# Anthony Coletta

a Compétitions nationales et continentales officielles uniquement.

Dernière mise à jour le 29 juin 2025.
Anthony Coletta, né le 25 avril 1989 à Paris, est un joueur français de rugby à XV qui évolue aux postes de troisième ligne aile et de deuxième ligne.

## Biographie

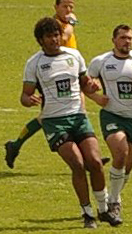
Anthony Coletta sous le maillot du RC Lechia Gdańsk en finale du championnat de Pologne 2010.

Né à Paris mais originaire de Dordogne, Anthony Coletta commence la pratique du rugby à XV à Montignac, à l'ES Montignac, dès l'âge de 6 ans jusqu'à la dernière catégorie minime. Il est ensuite intégré aux équipes jeunes du CA Brive. Il commence à s'entraîner avec l'effectif professionnel du club corrézien en 2010 mais ne dispute aucun match en équipe professionnelle, en raison de la concurrence trop importante ; il joue ainsi son premier match en équipe première lors du match amical disputé contre le RC Toulon,. Étant donné le nombre de candidats à son poste au sein du groupe professionnel, on ne lui propose que d'éventuelles rencontres de Challenge européen pour la saison à venir.
Entre-temps, il est formé au pôle espoirs d'Ussel pendant deux saisons,, et fait partie du groupe des jeunes Brivistes ayant remporté le titre de champion de France espoirs,.
Il connaît en juin 2010 une brève aventure à l'étranger : grâce à un partenariat entre le CA Brive et le club polonais du RC Lechia Gdańsk, des espoirs du club français disputent ainsi la fin de la saison du championnat de Pologne, sur proposition de Gregory Kacala, ancien joueur polonais ayant évolué en championnat de France. En compagnie de son coéquipier en équipe espoir Anthony Cros,, il dispute quatre matchs, dont la finale de championnat soldée par une défaite.
Contacté par Jérôme Daret, il signe alors à l'intersaison une convention de deux ans avec le centre de formation de l'Union sportive dacquoise, intégrant dès la première saison l'équipe première et disputant son premier match professionnel contre l'US Carcassonne. Il est par la suite prolongé pour deux saisons. Alors formé au poste de deuxième ligne, il est replacé en tant que troisième ligne aile,,, acquérant à partir de là une polyvalence équilibrée entre les deux lignes de jeu. Néanmoins, cette période de sa carrière est marquée par une succession de saisons à lutter pour éviter la relégation sportive du club.
À l'issue de la 25e journée de la saison 2016-2017 de Pro D2, le président du Soyaux Angoulême XV officialise la signature avec son club de Coletta pour la saison à venir, qui quitte l'US Dax après sept années en son sein. Alors qu'il lui reste une année de contrat, il est prolongé pour trois ans supplémentaires en février 2019. Il est nommé capitaine de l'effectif au début de la saison 2019-2020, rôle qu'il occupe en tout pendant une saison et demie, tout en devenant un des éléments clés de l'équipe.
Néanmoins, son départ à l'intersaison du club charentais vers celui de Colomiers Rugby est officialisé en février 2020, après un accord entre les deux clubs ; Coletta souhaitait en effet « se rapprocher de la région toulousaine pour raisons familiales » à compter de la saison à venir. Alors que la fin de son épisode charentais est interrompu par la pandémie de Covid-19 en France, son nouveau contrat avec Colomiers est officialisé au mois de juin, pour une durée de trois saisons ; il devient rapidement un des cadres du groupe columérin, y assurant le rôle de capitaine. En novembre 2022, il signe une prolongation de deux saisons supplémentaires. Une longue blessure l'éloigne des terrains pour près de la moitié de la saison 2022-2023. Il choisit de léguer le brassard de capitaine en mars 2024 afin de se concentrer sur ses performances, rôle qu'il occupait depuis environ huit ans autant avec les clubs de Dax, Soyaux Angoulême, et Colomiers. Au terme de la saison 2024-2025, le club columérin se qualifie pour la phase finale du championnat, s'inclinant en barrage contre l'US Montauban.
Avant que la saison 2024-2025 approche de son terme, Coletta signe un contrat de deux saisons avec le CA Brive, l'un de ses clubs formateurs.

## Palmarès
- Championnat de France espoirs :
  - Vainqueur : 2009 avec le CA Brive.
- Championnat de Pologne :
  - Finaliste : 2010 (pl) avec le RC Lechia Gdańsk.